# RuneQuest
RuneQuest er et bordrollespil udviklet af spildesigneren Steve Perrin med flere. Det er oprindeligt baseret på fantasi-universet Glorantha, en fiktiv verden inspireret af bronzealderen og opfundet af den amerikanske forfatter og spildesigner Greg Stafford. Spillet blev første gang udgivet i 1978 af Chaosium og blev hurtigt det næstmest populære rollespil, kun overgået af Dungeons and Dragons.
RuneQuest er kendt for at introducere Basic Role-Playing (BRP), et særligt system-design som stort set kun gør brug af procent-terninger (2d10, også kaldet d100) og baserer sig på skills. BRP er siden anvendt i forskellige variationer til de fleste rollespil fra Chaosium, herunder HeroQuest (rollespillet), Elfquest, Ringworld og Call of Cthulhu, og har inspireret endnu flere (GURPS, Drager og Dæmoner, Other Suns m.fl.). Basic Role-Playing blev udgivet som selvstændigt system i 1980 af Chaosium, forfattet af Greg Stafford og Lynn Willis, og er siden kommet i flere udgaver.
Ét af RuneQuest-systemets særpræg er fleksibilitet i forhold til spillernes ageren og ønsker, fremfor spiller-tilpasning til forudbestemte og dikterede roller og muligheder. Alt bygger på brugen af skills; der er ingen levels, ingen klasser, kun få specielle evner, og ingen spillere er afskåret fra at bruge magi, hvis det er en vej de ønsker at gå. Reglerne er strømlinede, letlæselige og simple, men dog i stand til at give et utroligt detaljeret kampsystem. Over årene er der dog udgivet meget supplerende materiale til RuneQuest og de seneste udgaver af grundreglerne er blevet meget omfattende.

## Udgivelseshistorie
I 1980 udkom den anden og reviderede udgave af RuneQuest. Denne udgave betegnes også som RQ2.
For at styrke markedsføringen af RuneQuest, blev det solgt til Avalon Hill i starten af 1980'erne, og i 1984 udkom tredje udgave af spillet, til tider kaldet RQ3. På grund af besværlighederne ved ophavsrettigheder, opfandt og tilknyttede Avalon Hill fantasi-universet Fantasy Earth til RuneQuest. Firmaet arbejdede på en fjerde udgave af RuneQuest, hvor Glorantha igen skulle knyttes tæt til spillet, men som følge af stridigheder med Steve Perrin og Hasbros opkøb af Avalon Hill i 1998, blev dette spil aldrig udgivet. Forfatterne J.C. Connors og Christopher Lawrence udgav senere deres arbejde som RuneSlayers, et frit og uafhængigt bordrollespil.
I 2006 udgav det britiske Mongoose Publishing fjede udgaven af RuneQuest. Denne udgave går også under navnet Mongoose RuneQuest SRD (MRQ SRD), da grundreglerne nu blev udgivet som et såkaldt System Reference Document (SRD) under den såkaldte Open Game License (OGL). Det var populært på det tidspunkt og giver alle mulighed for at udgive materiale til spillet uden at løbe ind i ophavsrettigheder. Mongoose benyttede selv de fiktive verdner Glorantha og Lankhmar til deres efterfølgende RuneQuest udgivelser. RuneQuest SRD er senere kommet i flere versioner og den sidste version var 1.3 som udkom i 2008.
I 2010 udkom RuneQuest II, hvilket var femte udgave af spillet. RuneQuest II (skrevet af Lawrence Whitaker og Pete Nash) blev også udgivet af Mongoose Publishing og omtales også som MRQ2 (Mongoose RuneQuest 2).
I 2012 udkom sjette udgave af RuneQuest, denne gang udgivet af The Design Mechanism. Sjette udgaven er også skrevet af Lawrence Whitaker og Pete Nash og omtales indimellem som RuneQuest 6th Edition, eller RQ6, når det er vigtigt at skelne de mange forskellige udgaver fra hinanden. Grundbogen er på mere end 450 sider, så i 2014 udkom RuneQuest Essentials (på ca. 200 sider) for at give nye spillere mulighed for lettere at lære spillet at kende og komme i gang. RuneQuest Essentials blev udgivet som gratis pdf-fil af Design Mechanism. Fra juli 2016, bliver alt materiale til sjette udgaven nu udgivet under navnet Mythras, et nyt selvstændigt bordrollespil fra The Design Mechanism, som ikke er tilknyttet nogen bestemt fantasi-verden.
I 2018 udkom den syvende udgave af spillet, RuneQuest: Roleplaying in Glorantha, eller blot RuneQuest Glorantha. Rettighederne er nu vendt tilbage til Chaosium og både Steve Perrin og Greg Stafford var medforfattere på grundreglerne. Chaosium har udgivet en gratis Conversion Guide, så spilmateriale og karakterer fra RQ2 og RQ3 kan konverteres til den nye udgave som også betegnes RQ:G. Da grundreglerne for den syvende udgave også er på omkring 450 sider, har Chaosium udgivet RuneQuest: Roleplaying in Glorantha Quickstart, en gratis quickstart guide med et tilhørende eventyr på kun 50 sider.

## Relaterede rollespil
Basic Role-Playing (BRP) som er rygraden i RuneQuest systemet, blev udgivet som selvstændigt generisk rollespil i 1980 af Chaosium. BRP er siden kommet i flere udgaver og der er udgivet mange forskellige settings til systemet, især historiske settings.
Efter Mongoose Publishing mistede rettighederne til RuneQuest og Glorantha, blev regelsystemet til RuneQuest II udgivet som bordrollespillet Legend.
Siden 2016, har Design Mechanism udgivet rollespillet Mythras, baseret på RQ6.

## Eksterne kilder og henvisninger
- "RuneQuest". Chaosium.
- "Glorantha". Moon Design Publications.

| Spil | Spire Denne artikel om spil eller lege er en spire som bør udbygges. Du er velkommen til at hjælpe Wikipedia ved at udvide den. |